# Денисенко Ніна Володимирівна
Ніна Володимирівна Денисенко (1932 — ?) — латвійська радянська державна діячка, заступник голови Ради міністрів Латвійської РСР. Член ЦК Комуністичної партії Латвії. Депутат Верховної Ради Латвійської РСР 10—11-го скликань.

## Життєпис
У 1956 році закінчила Московський інститут інженерів водного господарства.
У 1956—1966 роках — на інженерних посадах у будівельних організаціях Латвійської РСР.
Член КПРС з 1963 року.
У 1966—1977 роках — інструктор, завідувач відділу будівництва і міського господарства Ризького міського комітету КП Латвії.
У 1977—1980 роках — заступник завідувача відділу будівництва і міського господарства ЦК КП Латвії.
28 березня 1980 — 22 грудня 1983 року — секретар Ризького міського комітету КП Латвії.
12 грудня 1983 — 11 липня 1988 року — заступник голови Ради міністрів Латвійської РСР.
З липня 1988 року — на пенсії.

## Нагороди
- орден Дружби народів (18.09.1981)
- ордени
- медалі
- Заслужений будівельник Латвійської РСР (.11.1982)